# 吉姆·洛斯克特夫
吉姆·洛斯克特夫（英語：Jim Loscutoff，1930年2月4日—2015年12月1日），美國職業籃球運動員。

## 生平
吉姆·洛斯克特夫出生于美国加利福尼亚州圣弗朗西斯科，家庭有四个孩子。当他于1948年从帕罗奥多高中毕业时，已在篮球场备受瞩目。

### 球員生涯
1955年，路克斯特夫於第一輪第三順位被波士頓塞爾提克選中。生涯九個賽季，他打前鋒，並在60年代贏得了七座冠軍。他也用防守幫助球隊（NBA於1954年設立進攻24秒，儘管波士頓塞爾提克成為第一支每場平均得分破100分的球隊，在1954-55賽季球隊的平均失分也有101.5分）。

### 背號退休
路克斯特夫原本是18號，波士頓塞爾提克本來希望退休18號球衣以表揚其貢獻，但他要求他的球衣號碼（18）不退役，使未來的球員都可以穿它。後來18號球衣被戴弗·考文斯選去，而他也用他的貢獻讓18號球衣退休。不過球隊為了記念路克斯特夫，還是幫退休一號球衣，只是背號不是數字，而是以他的綽號LOSCY來退役。